# قرار بزرگ
قرار بزرگ فیلمی به کارگردانی محمدعلی فردین و نویسندگی میلاد محصول سال ۱۳۵۴ است.

## داستان
امیر (محمدعلی فردین) و رضا سوتی (رضا بیک ایمانوردی) در نوجوانی قرار می‌گذارند که بیست سال بعد در یک روز معین با اعلانی در روزنامه یکدیگر را ملاقات کنند...

## بازیگران
- محمدعلی فردین
- رضا بیک ایمانوردی
- فروزان
- جمشید مهرداد
- گرگین راجرز
- رضا عبدی
- طناز